# 王牌大賤諜 (綜藝節目)
《王牌大賤諜》（英語：Gossips Behind The Scene）為台灣三立都會台所製播的談話性綜藝節目，於2008年4月14日開播，主持人為梁赫群與黃國倫。
本節目以幕後看幕前的全新觀點揭開演藝圈不為人知的一面和探討社會千奇百怪的事情，每一集都會邀請的幕後製作人、工作人員、藝人造型師等組成「幕後天團」，以及藝人來賓一起來探討一項主題。其中，以趙正平、林智賢和主持人梁赫群所組成的壯年男子偶像團體景行廳男孩幾乎為固定節目班底。
本節目的命名，是由黃國倫所象徵的「王牌」以及梁赫群所象徵的「大賤諜」所組合，二人以一位搞冷場、另一位耍賤的口語論調風格搭檔，創造從2008年4月開播之後根據AC尼爾森調查收視率持續居於同類型談話節目中的中上水準。另外，在本節目製播之前，二位主持人於友台康熙來了通告錄影時期，蔡康永曾戲稱由二人主持的節目應命名為「黃梁一夢」，因取黃國倫與梁赫群姓名之一字組合而成。而同時，趙正平則於同台《國光幫幫忙》通告錄影時期宣稱本節目應由景行廳男孩相關成員主持，並且命名為「景行廳聽看」。
2008年12月16日，節目舉辦了「全民拚經濟 王牌大賤人 票選活動」選出年度大賤人，包括有黃國倫、梁赫群、趙正平、林智賢四位。
2011年7月18日本節目將被于美人、納豆搭檔的《女人好犀利》取代。「王牌大賤諜」2011年7月5日錄最後一集。

## 播出時間
以下時間以當地時間（台灣時間）為準

### 首播
| 頻道       | 所在地 | 播映日期      | 播出時間                 |
| ---------- | ------ | ------------- | ------------------------ |
| 三立都會台 | 臺灣   | 2008年4月14日 | 每週一至週五 21:00-22:00 |

### 重播
| 頻道       | 所在地 | 播映日期      | 播出時間                 |
| ---------- | ------ | ------------- | ------------------------ |
| 三立都會台 | 臺灣   | 2008年4月15日 | 每週一至週五 03:00-04:00 |
| 三立都會台 | 臺灣   | 2008年4月15日 | 每週一至週五 08:00-09:00 |
| 三立都會台 | 臺灣   | 2008年4月15日 | 每週一至週五 16:00-17:00 |

- 星期五重播精選集。

## 主持人簡介
黃國倫
台灣流行音樂的詞曲創作者與唱片製作人。2007年開始參加談話節目，展現出風趣冷面笑匠的一面，他在節目中的表現，也同樣受到廣大觀眾的喜愛以及網友的熱烈討論，進而成為新節目的王牌主持人。
梁赫群
資深節目製作人，以多年幕後的資深經驗，討論電視圈許多不為人知的秘辛，並且以多年的製作經驗受邀參與許多節目的評審嘉賓，廣受大眾好評也深受大家的喜愛，更是海內外網友熱烈討論的對象，因而受邀成為新節目的王牌主持人。
Miss Why
又稱爲Why Girl，本節目的助理主持人，員額為二位，穿著胸前有「WHY」字樣的服裝，擔任節目開頭呼喊「為什麼、為什麼、為什麼」口號、襯場、以及展示板服務等工作。助理主持人的甄選來源為展場工作者、模特兒、和新秀藝人。隨著節目的播送，她們在批踢踢和三立都會台官方網站的節目專屬討論區也有固定支持群。
曾經登場者有：
| 暱稱    | 本名   | 備註 |
| ------- | ------ | --- |
| 珍奶    | 詹乃蓁 | 伊林模特兒經紀公司旗下Model，與白白、年年、棠棠等搭檔。 目前出現率相當高，為擔任時間最長的Why Girl之一。 2009年5月25日由於腰椎受傷暫時停止助理主持工作，5月28日以來賓身份錄製節目。 |
| 白白    | 李依璇 | 由開播第一週起，與沛語、Penny、小安、柚子、慶宜、珍奶、和棠棠等搭檔。 為擔任時間最長的Why Girl之一。                                                                                |
| Penny   |        | 由開播數週起，與白白搭檔數週，也與原原搭檔。 后轉到《國光幫幫忙》擔任助理主持。 |
| 棠棠    | 尤棠憓 | 與白白，珍奶，可藍搭檔。 |
| 沛妤    | 謝沛妤 | 與白白搭檔。 |
| 珍珍    |        | 與白白搭擋。 |
| 原原    |        | 與Penny搭檔。 |
| 年年    |        | 與珍奶搭檔。 |
| 可藍    | 魏瑊   | 與棠棠搭檔。 |
| 庆宜    | 黃慶宜 | 與白白搭檔。曾經為「我愛黑澀會」錄影班底之一 |
| 柚子    |        | 與白白搭檔。 |
| 小安    | 林星潼 | 現為紅元素娛樂（台灣）旗下團體Twinko成員，與白白搭檔。 |
| 茵芙    |        | 與琇雯搭檔。 |
| 琇雯    |        | 與茵芙搭檔。 |
| 小愛    |        | 與Cherry搭檔。 |
| Cherry  |        | 與小愛搭檔。 |
| Kettie  |        | 2009年5月7日與珍奶搭檔。 |
| 婷婷    | 鄭詩婷 | 2009年7月6日至7月9日與白白搭檔。 |
| 語飛    | 羅昀佳 | 與棠棠搭檔。 |
| 愛希    | 解婕翎 | 與可藍搭檔，原叫"虎牙"。 |
| Lillian | 陳立泠 | |
| Tiffany | 陳毓慈 | 後轉到《國光幫幫忙》擔任助理主持，改名"貝果"。 |
| 子麒    | 翁子麒 | 政大統計系畢業，「政大四姬」成員之一。 |
| 小珊    | 呂易珊 | 與Amber、棠棠搭檔。 |
| Amber   |        | 與小珊、棠棠搭檔。 |
| 小倚    |        | 與田芯、愛希搭檔。 |
| 田芯    | 黃懿鳳 | 在《國光幫幫忙》擔任過助理主持，前名為"橙橙"。 |
| 雙雙    |        | 與愛希搭檔。 |
| 小米    | 莊心怡 | 曾為女子偶像團體Weather Girls的成員。 |

## 幕後天團
幕後天團大部份成員為王牌大賤諜節目的固定成員，其中有：
景行廳男孩
2007年醞釀、2008年成立的壯年男子偶像團體，甫出道即風靡台港海外華人地區，由網友、粉絲成立了「景行廳男孩國際中文後援網」，與台灣批踢踢實業坊JingXingBoys看板共謀同好。景行廳男孩的成員有：
趙正平
台灣資深電視電影製作之專業人士。以真情直爽及慷慨作風著稱。為景行廳男孩隊長，人稱「景行廳總壩子」。又由其鐵漢柔情的心思感觸，有「玻璃心」的美稱。
梁赫群
台灣資深綜藝節目製作人，現任監製。為王牌大賤諜主持人之一。為景行廳男孩副隊長兼公關。
林智賢
台灣資深媒體工作者，現已轉任藝人。擅長模仿逗笑。為景行廳男孩把風小弟。
沈玉琳
台灣資深綜藝節目製作人，節目製作充滿了奇異創新的風格，號稱「荒謬藝術大師」。言語風格詼諧並掌握了腥羶精髓。本節目開播數週之後離開，在中天娛樂台製作同類型談話節目黃金B段班，並且參與其主持人的行列。
阿咪
專業音效控制師。以即興彈奏和用背景音樂接梗的反應功力聞名。
陳安儀
資深記者。
許聖梅
資深記者。
雯子
資深經紀人。
安琪
資深經紀人。本身有擔任藝人的潛力。
小飛
綜藝節目製作人。為專業製作人沈玉琳的徒弟。言語風格延續了沈玉琳的詼諧圓滑。
楊大衛
綜藝節目工作者。在國光幫幫忙以扮演熊貓執行節目任務聞名。在王牌大賤諜則以落牙意外事件聞名。
攝影師
據本節目主持人黃國倫說法，幾乎都是胖子。

## 節目特別環節
娛樂突發新聞
若有一些突發性娛樂新聞，主持人與嘉賓會坐在一張V字形的桌子前討論。

## 「王牌大賤諜」突停
三立都會台「王牌大賤諜」做了3年多，但月中將被于美人、納豆搭檔的「女人好犀利」取代，三立方面表示：「未來另有規劃。」但「大賤諜」5日錄最後一集，卻沒人告知主持人，梁赫群表示：「我也是這幾天才知道，感覺很錯愕。」
「王牌大賤諜」把梁赫群和黃國倫從幕後拉到幕前，是9點線的常勝軍，梁赫群感嘆表示：「9點線真的很不好做。」他透露5日情況一如往常，沒有外界想像的「抱頭痛哭」、「流淚道別」等畫面，「照理來說，如果是錄最後一集，三立長官應該到棚內關心，但都沒人來告訴我們。」
梁赫群認為，暑假檔期，電視台可能另有考量。他表示，若之後再找他和黃國倫搭檔，絕對願意配合。但他仍感謝三立給予這樣的機會。

## 外部連結
- 三立都會台官方網站 （页面存档备份，存于）
- 《王牌大賤諜》官方專屬討論區
- 「王牌大賤諜」突停 梁赫群錯愕[永久]

1. ↑  「王牌大賤諜」官方專屬討論區 的存檔，存档日期2011-05-31.

| 三立都會台 星期一至五21:00～22:00 | 三立都會台 星期一至五21:00～22:00                                   | 三立都會台 星期一至五21:00～22:00 |
| --------------------------------- | ------------------------------------------------------------------- | --------------------------------- |
|                                   | 王牌大賤諜 2008年4月14日－2011年5月18日                             |                                   |
| 王牌大眼睛                        | 犀利人妻 2011年5月19日（延後一小時，從第36集繼續播）－2011年5月24日 |                                   |

| 三立都會台 星期一至五21:00～22:00                                 | 三立都會台 星期一至五21:00～22:00       | 三立都會台 星期一至五21:00～22:00 |
| ----------------------------------------------------------------- | --------------------------------------- | --------------------------------- |
|                                                                   | 王牌大賤諜 2011年5月25日— 2011年7月15日 |                                   |
| 犀利人妻 2011年5月19日(延後一小時，從第36集繼續播）—2011年5月24日 | 女人好犀利 2011年7月18日                |                                   |